# DO AWAY
『DO AWAY』（ドゥ・アウェイ）は今井優子の4枚目のスタジオ・アルバム。

## 内容
角松敏生フル・プロデュースによるアルバム。本作のジャケットは、本人が正面を向いたものと、オリジナルの傾け顔のもの、2パターンが存在する。

## 制作
それまではボーカリストとして他の作家からの提供曲を歌っていたが、本作の過程で角松のレコーディングへの取り組み等を見て刺激を受け興味をもつ。角松より「自分で曲を書いて、詞を書いて、もっとアーティスティックな活動をしていけばいいじゃない。書けるよ絶対に」と背中を押され、シンガーソングライターへの道を歩むきっかけとなる。

## 再リリース
2019年6月5日、タワーレコード限定発売でリマスタリングを施しボーナス・トラック4曲を含み再発売。「愛は彼方」「さよならを言わせて～Let me say good-bye～」「Snow Train～Back in town～」「Phuket's tears」のオフヴォーカルを収録。
2021年8月28日、タワーレコード限定発売でリマスタリングを施しLPレコード2枚組を発売。どちらのディスクジャケットもオリジナルの傾け顔のものである。

## 収録曲

### CD
特記以外　全作詞・作曲・編曲：角松敏生
1. End of the winter(overture)
2. 愛は彼方
  - 作詞・作曲：吉田美奈子
3. さよならを言わせて～Let me say good-bye～
4. By the side of love
  - 作曲：青木智仁　編曲：小林信吾
5. Airport
  - 作詞：今井優子　作曲：植竹公和・角松敏生　編曲：小林信吾
6. Snow Train～Back in town～
7. Mirtress
8. Eye opener...
  - 作曲・編曲：浅野祥之
9. Unchangeable life
10. Phuket's tears
11. Airport(Reprise)

### LPレコード
＜Disc 1-A＞
1. End of the winter (overture)
2. 愛は彼方
3. さよならを言わせて～Let me say good-bye～

＜Disc 1-B＞
1. By the side of love
2. Airport
3. Snow train～Back in town～

＜Disc 2-A＞
1. Mistress
2. Eye opener...

＜Disc 2-B＞
1. Unchangeable life
2. Phuket's tears
3. Airport(Reprise)

## 参加ミュージシャン
- Produce,Guitar,Keyboards&Chorus：角松敏生
- Drums：村上ポンタ秀一・長谷部徹
- Bass：青木智仁
- E.Guitar：鈴木茂・今剛・梶原順・浅野祥之
- Gut.Guitar：古川昌義
- Keyboards：小林信吾・難波正司
- Percussion：斉藤ノヴ
- Sax：小池修
- Fluger Horn：数原晋
- Manipulate：久保幹一郎・小泉洋
- Strings：友田GROUP
- Chorus：
  - 高橋ジャッキー香代子・宮浦和美・木戸やすひろ・比山貴咏史・広谷順子